# 金正權
金正權（韓語：김정권，1969年7月7日—），韓國電影、電視劇導演。

## 演藝經歷
高中時期，金正權參演了《校園報告書》、《小老鼠登陸作戰》等電影，從中培養了對電影的興趣。就讀首爾藝術大學電影系期間，執導了多部短篇電影，並憑藉優異表現獲得首爾藝術大學的「藝術之光」獎學金。畢業後，他於《好萊塢小子》、《傭兵伊凡》等電影中擔任助理導演，累積了豐富的經驗。 
2000年，金正權憑藉首部執導的長篇電影，一舉獲得第8屆春史電影獎最佳新導演獎。
該片以獨特的敘事風格與故事情節廣受好評，並於2022年由徐恩英導演翻拍為《共感頻率》。

## 導演作品

### 電視劇
| 年份 | 電視臺    | 劇名                     | 備註  |
| ---- | --------- | ------------------------ | ----- |
| 2019 | oksusu    | 《討厭你 ! 茱麗葉》      | [ 2 ] |
| 2020 | Channel A | 《謊言的謊言》           | [ 3 ] |
| 2023 | Netflix   | 《戀愛大戰》             | [ 4 ] |
| 2023 | tvN       | 《大指揮家：弦上的真相》 | [ 5 ] |
| 2025 | SBS       | 《雖然從今天開始是人類》 | [ 6 ] |

### 長篇電影
| 年份 | 劇名                      | 備註       |
| ---- | ------------------------- | ---------- |
| 2000 | 《好萊塢小子》            | 助理導演   |
| 1997 | 《傭兵伊凡》              | 助理導演   |
| 1997 | 《Sky Doctor》            | 助理導演   |
| 1998 | 《神氣的傢伙們》          | 助理導演   |
| 1999 | 《間諜利哲鎮》            | 助理導演   |
| 2000 | 《》                      | 兼原創劇本 |
| 2003 | 《去火星的男人》          | 兼原創劇本 |
| 2008 | 《傻瓜》                  | 兼編劇     |
| 2008 | 《那個男人的書，第198頁》 | 兼企劃     |
| 2015 | 《雪海》                  | 兼編劇     |
| 2020 | 《正在相愛嗎？》          |            |

### 短篇電影
| 年份 | 劇名           | 備註 |
| ---- | -------------- | ---- |
|      | 《氣球》       |      |
|      | 《Angel Song》 |      |
|      | 《母親》       |      |
| 2009 | 《秋天的故事》 |      |

## 獎項榮譽
| 年份 | 頒獎典禮         | 獎項           | 作品     | 結果 |
| ---- | ---------------- | -------------- | -------- | ---- |
| 2000 | 第8屆春史電影獎  | 最佳新導演獎   | 《》     | 獲獎 |
| 2000 | 第21屆青龍電影獎 | 最佳新導演獎   | 《》     | 提名 |
| 2008 | 第45屆大鐘獎     | 韓流人氣作品獎 | 《傻瓜》 | 獲獎 |

## 外部連結
- 金正權的Instagram帳戶
- 金正權在NAVER上的资料
- 金正權在Daum上的资料
- 金正權在韩国电影数据库（KMDb）上的資料（韓語）
- 金正權在互联网电影资料库（IMDb）上的資料（英文）
- 金正權在HanCinema的頁面（英文）